# 摩文仁賢和

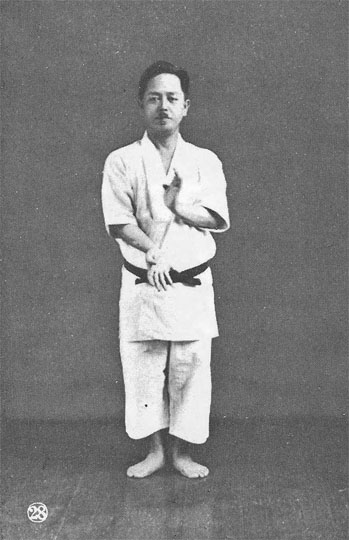
摩文仁賢和

摩文仁賢和（日语：／ Mabuni Kenwa；1889年11月14日—1952年5月23日），夏姓，唐名不詳，名乘賢和，是沖繩縣的一位空手道大師，為四大流派之一的糸東流的創始人。

## 生平
摩文仁賢和於1889年出生在沖繩縣首里市（今屬那霸市首里）的夏氏摩文仁殿內家中。夏氏摩文仁殿內為親雲上家格，其始祖就是夏居數（越來親方賢雄，俗稱鬼大城），在琉球國第二尚氏王朝時期世代領有摩文仁間切的總地頭。
摩文仁賢和在13歲時拜首里手的糸洲安恒為師，19歲時又拜那霸手的東恩納寬量為師。後來他服兵役，退役後成為沖繩縣的警察。
1918年，摩文仁賢和在自己家中成立了「空手研究會」。1924年與本部朝勇、宮城長順、花城長茂、知花朝信等人一起創立了沖繩空手研究倶樂部以切磋武術。
1934年，摩文仁賢和前往大阪開設自己的道場——養秀館。他創立了自己的空手道門派，取糸洲安恒的「糸」字和東恩納寬量的「東」字，將新的門派命名為「糸東流」。
1939年，摩文仁賢和被大日本武德會授予空手術煉士的稱號。1952年病逝於大阪。
其長子摩文仁賢榮自幼跟隨他練習空手道，在其死後成為糸東流空手道的第二代宗家。